# Hestemøllestræde
Hestemøllestræde er en kort gade i Indre By i København, der går fra Lavendelstræde til Farvergade. Langs med gaden ligger blandt andet Københavns Domhus' arrestbygning og flere afdelinger af Københavns Byret.
Gaden er opkaldt efter en hestemølle, hvor heste trak kværnen ved at gå i en cirkelrund gang. Møllen lå på hjørnet af Hestemøllestræde og Kompagnistræde og kendes fra 1579. Gadenavnet kendes som Hestemøller gade i 1581 og som Hestemølle strede fra 1645.

## Bygninger
I nr. 1 ligger Københavns Domhus' arrestbygning, der har facade mod Slutterigade. Arrestbygningen, domhuset og de to forbindende murbuer over Slutterigade blev opført i 1805-1815 i klassicistisk stil efter tegninger af C.F. Hansen. Arrestbygningen blev udvidet i 1896-1897 efter tegninger af Ludvig Clausen. Den blev fredet i 1918 men blev dog efterfølgende ombygget og restaureret sammen med resten af komplekset i 1940-1942.
Hestemøllestræde 3 blev opført i 1796 for klejnsmed Diderich Schabel. Det blå forhus og det tilhørende sidehus havde begge tre etager til at begynde med men blev forhøjet med en ekstra etage i 1832. De blev fredet i 1964. Hjørneejendommen Hestemøllestræde 5 / Kompagnistræde 34 blev opført i 1932-1934 for Jord- og Betonarbejdernes Fagforening. På trods af at den femetages rødstensejendom er en del yngre end naboerne, er den alligevel forsøgt tilpasset området.
Hestemøllestræde 4 blev opført i 1859 efter tegninger af Christian Hansen for Københavns Kommune. Den var oprindeligt i to etager, men i 1887 blev der tilføjet et mansardtag. I 1904 blev der etableret en bro over gaden til arrestbygningen efter tegninger af Christian Sylow, men den blev senere fjernet. I dag huser bygningen Tinglysningsafdelingen under Københavns Byret.
Hestemøllestræde 6 blev opført i 1908. Bygningen er fire etager høj og fem fag bred, idet det midterste fag er udformet som en midtrisalit med en halvrund gavl øverst. På de øvrige fag er vinduespartierne flittigt udsmykkede. I 1911 etablerede litograf Carl Andreasen og grosserer Julius Lachmann stentrykkeriet og den litografiske anstalt Andreasen & Lachmann her med fire trykmaskiner og 30 ansatte. I dag huser bygningen Foged- og tvangsauktionsafdelingen, Regnskabsafdelingen og Skifteafdelingen under Københavns Byret.